# 诺尔佩讷
诺尔佩讷（法語：Noordpeene）是法国上法兰西大区诺尔省的一个市镇，位于该省西部，属于敦刻尔克区。该市镇的总面积为17.12平方公里，2009年时的人口为788人。

## 人口
诺尔佩讷人口变化图示
| 数据来源：INSEE |